# Gymnastique rythmique aux Jeux olympiques d'été de 2008
Navigation
Athènes 2004 Londres 2012

## Calendrier
| Calendrier | Calendrier | Calendrier | Calendrier | Calendrier | Calendrier | Calendrier | Calendrier | Calendrier | Calendrier | Calendrier | Calendrier | Calendrier | Calendrier | Calendrier | Calendrier | Calendrier | Calendrier | Calendrier |
| Août 2008  | Août 2008  | 8          | 9          | 10         | 11         | 12         | 13         | 14         | 15         | 16         | 17         | 18         | 19         | 20         | 21         | 22         | 23         | 24         |
| ---------- | ---------- | ---------- | ---------- | ---------- | ---------- | ---------- | ---------- | ---------- | ---------- | ---------- | ---------- | ---------- | ---------- | ---------- | ---------- | ---------- | ---------- | ---------- |
| Rythmique  |            |            |            |            |            |            |            |            |            |            |            |            |            |            |            |            | 1          | 1          |

|  | Jour de compétition |  | Jour de finale | 2 | Nombre de finales |

## Qualifications
Les places qualificatives ont été attribuées à l'occasion des championnats du monde 2007 de la discipline organisés à Patras du 19 au 21 septembre 2007. À titre individuel, 24 places sont attribuées  (20 au cours des championnats et les 4 autres sur invitation). Par ailleurs, les 10 meilleures équipes des championnats du monde sont qualifiées. Des invitations déterminent les deux places restantes.

## Résultats

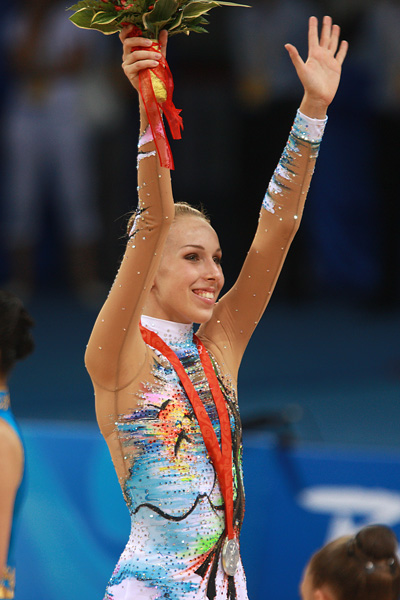
Inna Zhukova, médaillée d'argent

| Épreuve                                | Or | Argent                                                                    | Bronze |
| -------------------------------------- | --- | ------------------------------------------------------------------------- | --- |
| Individuel Femmes résultats détaillés  | Evguenia Kanaïeva Russie                                                                                   | Inna Zhukova Biélorussie                                                  | Anna Bessonova Ukraine                                                                                                |
| Par équipes Femmes résultats détaillés | Russie Margarita Aliychuk Anna Gavrilenko Tatiana Gorbunova Elena Posevina Daria Shkurikhina Natalia Zueva | Chine Cai Tongtong Chou Tao Lu Yuanyang Sui Jianshuang Sun Dan Zhang Shuo | Biélorussie Olesya Babushkina Anastasia Ivankova Zinaida Lunina Glafira Martinovich Ksenia Sankovich Alina Tumilovich |